# 特伦蒂纳拉
特伦蒂纳拉（義大利語：Trentinara），是意大利萨莱诺省的一个市镇。总面积23平方公里，人口1716人，人口密度74.6人/平方公里（2009年）。ISTAT代码为065152。